# 橘皮素
橘皮素或桔皮素（英語： 或 ，也称为5,6,7,8,4'-五甲氧基黄酮，4',5,6,7,8-Pentamethoxyflavone）是一种去甲橘皮素衍生的O-甲基化黄酮，分子式C20H20O7，存在于柑（C. tangerina）等柑橘属（Citrus）植物的果皮中。